# 昆明红景天
昆明红景天（学名：Rhodiola liciae）为景天科红景天属的植物，为中国的特有植物。分布于中国大陆的云南等地，多生在山坡石上，目前尚未由人工引种栽培。

## 别名
丽江红景天（植物分类学报增刊） 扇叶景天（拉汉种子植物名称）